# Xylogenes mesopotamicus
Xylogenes mesopotamicus is een keversoort uit de familie boorkevers (Bostrichidae). De wetenschappelijke naam van de soort is voor het eerst geldig gepubliceerd in 1937 door Lesne.